# Proechimys mincae
Proechimys mincae (голчастий щур Мінки) — вид гризунів родини щетинцевих, який мешкає в північній Колумбії, нижче 500 м в горах Сьєрра-Невада-де-Санта-Марта поблизу містечка Мінка, департамент Магдалена. Каріотип: 2n=48, FN=68.

## Поведінка
Цей щур нічний, наземний і солітарний. Харчується насінням, фруктами, в меншій мірі листям і комахами. Трапляється в незайманих лісах.

## Загрози та охорона
Загрози для цього виду, якщо такі є, невідомі.